# 黒川清
黒川 清（くろかわ きよし、1936年9月11日 - ）は、日本の医学者（内科学・腎臓学・医療政策・科学政策）。
勲等は旭日重光章。学位は医学博士（東京大学・1967年）。東京大学名誉教授、政策研究大学院大学名誉教授、東海大学特別栄誉教授、World Dementia Council副議長、特定非営利活動法人日本医療政策機構代表理事。
東海大学医学部学部長（第3代）、東海大学総合医学研究所所長、日本学術会議会長（第22・23代）、内閣特別顧問などを歴任した。
弟は都市工学者で東京工業大学・筑波大学名誉教授の黒川洸。叔父（母の弟）は教育心理学者の続有恒。

## 来歴

### 生い立ち
1955年に成蹊高等学校を卒業し、1962年に東京大学医学部を卒業した。東京大学医学部附属病院でのインターンを経て、同大の大学院医学系研究科より博士号を取得し、アメリカ合衆国に渡った。

### 医学者として

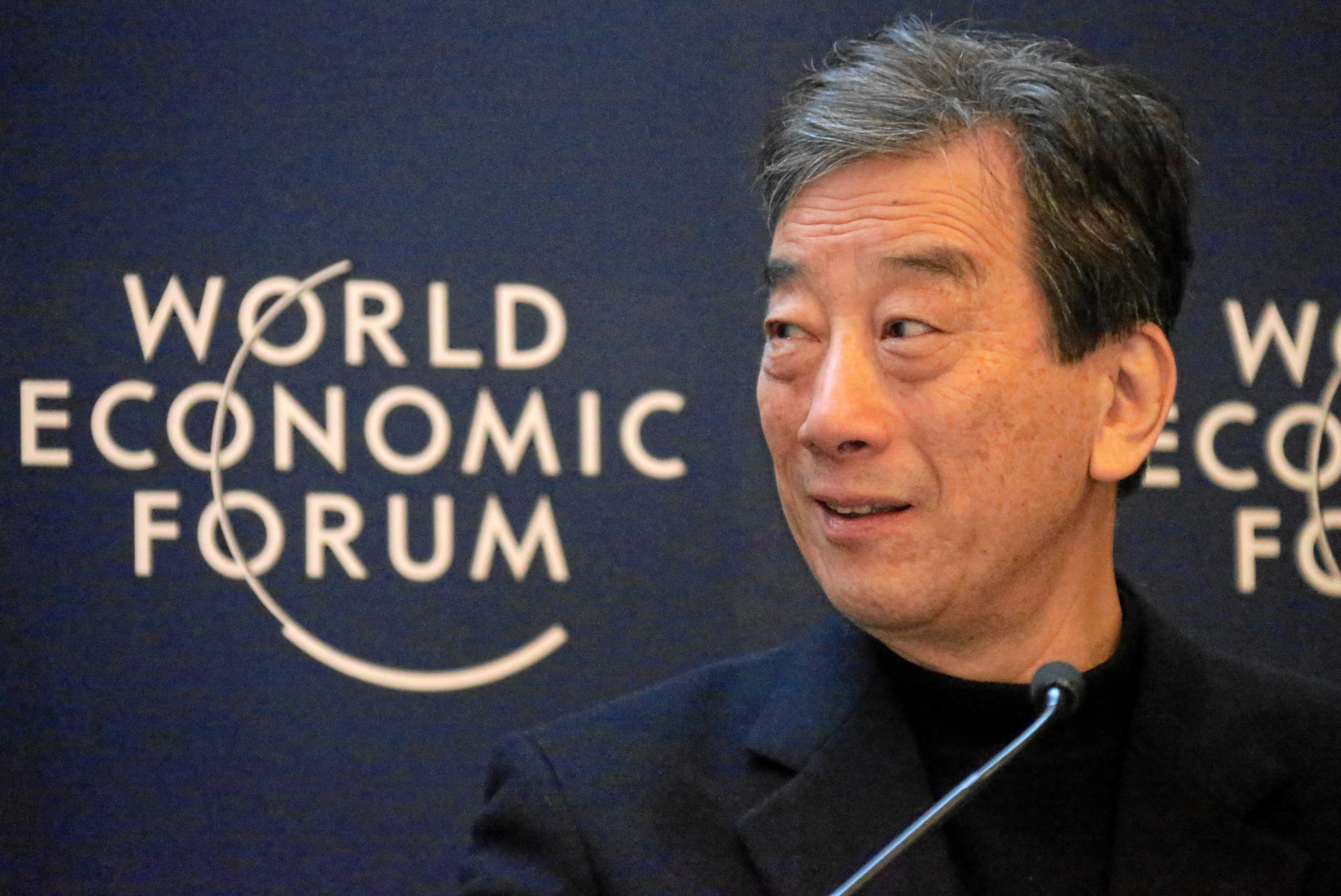
2013年1月26日、世界経済フォーラム年次総会にて

当初はペンシルベニア大学の医学部にて助手を務めたが、その後、カリフォルニア大学ロサンゼルス校（UCLA）の医学部に移り、上級研究員や助教授を務めた。南カリフォルニア大学の医学部にて准教授を一時務めたのち、カリフォルニア大学ロサンゼルス校（UCLA）に再び戻り医学部の准教授や教授を歴任した。
日本に帰国後は、母校の東京大学に戻り、医学部の助教授や教授を務めた。のちに東海大学に教授として転じ、医学部の学部長や総合医学研究所の所長を務めた。その後、政策研究大学院大学に移り、政策研究科の教授となった。
学会などの公的活動としては、日本内科学会、日本腎臓学会、国際腎臓学会の理事長や国際内科学会議の会長といったさまざまな要職を歴任し、日本学術会議にて第19期の会長に任じられ、第20期の半ばまで務めた。また、第1次安倍内閣成立にともない、内閣総理大臣の安倍晋三に要請され、内閣官房にて内閣特別顧問に就任した。日本で科学を担当する内閣特別顧問に就いたのは、黒川が初めてである。福田康夫内閣成立に際しても、内閣総理大臣の福田康夫の要請を受け内閣特別顧問を続投し、第34回主要国首脳会議にあわせて日本で開催されたG8+5科学顧問会合にも参加した。しかし、麻生内閣の成立時に内閣特別顧問を退任した。2011年、国会が設けた東京電力福島原子力発電所事故調査委員会の委員長に任命された。2013年には、内閣官房の健康・医療戦略室にて健康・医療戦略参与に就任した。
現在は東京大学・政策研究大学院大学名誉教授、東海大学特別栄誉教授を務めている。また、特定非営利活動法人である日本医療政策機構の代表理事も務めている。

### 日本学術会議の副会長・会長として
黒川は、2000年7月に日本学術会議の自然科学部門担当の副会長に就任、2003年7月には会長に就任し2006年9月まで務めた。
黒川が学術会議会長のとき、副会長職が研究分野別の2人制から活動分野別の3人制に改められた。
また、 黒川が学術会議会長のとき、文部科学省高等教育局との二人三脚で、専門職大学院の設置ならびに専門職学位の創設（2003年施行）、司法制度改革に連動した法科大学院の設置（2004年施行）、薬学部6年制への移行（2006年施行）など、アメリカ政府の年次改革要望書に沿った教育制度改革が次々と実施に移された。このとき博士号取得者の比率を主要国なみに引き上げる方針が示され、看護学系大学院がその受け皿となって現在は年500人ペースで看護学系博士が誕生するようになっている。また、黒川が会長職を退いた2007年には、大学における学士号の種類が従前の29種類から580種類にまで増えていた。

### 福島原発事故・国会事故調査委員会の委員長として
菅直人政権のときの2011年12月8日、法律に基づいて国会に設置された福島第一原子力発電所事故・国会事故調（NAIIC）の委員長に就任した。調査は半年にわたって行われ、2012年7月5日に報告された。黒川はまた、2012年11月に開催された福島原発事故についての米国科学アカデミーの公聴会に日本の国会事故調の委員長として招聘された。

## 研究・業績
専門は内科学、腎臓学、医療政策、科学政策などであり、その業績に対して腎研究会特別功労賞が授与されている。また、東京電力福島原子力発電所事故調査委員会での活動に対して、アメリカ科学振興協会からアジア出身者として初めて科学の自由と責任賞を授与された。そのほか、東京アメリカンクラブから「Distinguished Achievement Award」を授与されている。

## 略歴
- 1936年 - 誕生。
- 1952年 - 成蹊中学校卒業。
- 1955年 - 成蹊高等学校卒業。

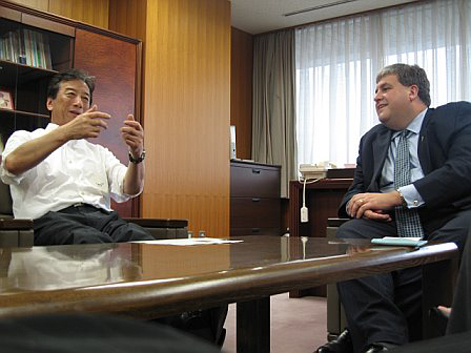
2007年7月11日、アメリカ合衆国保健福祉副長官代理エリック・ハーガン（右）と

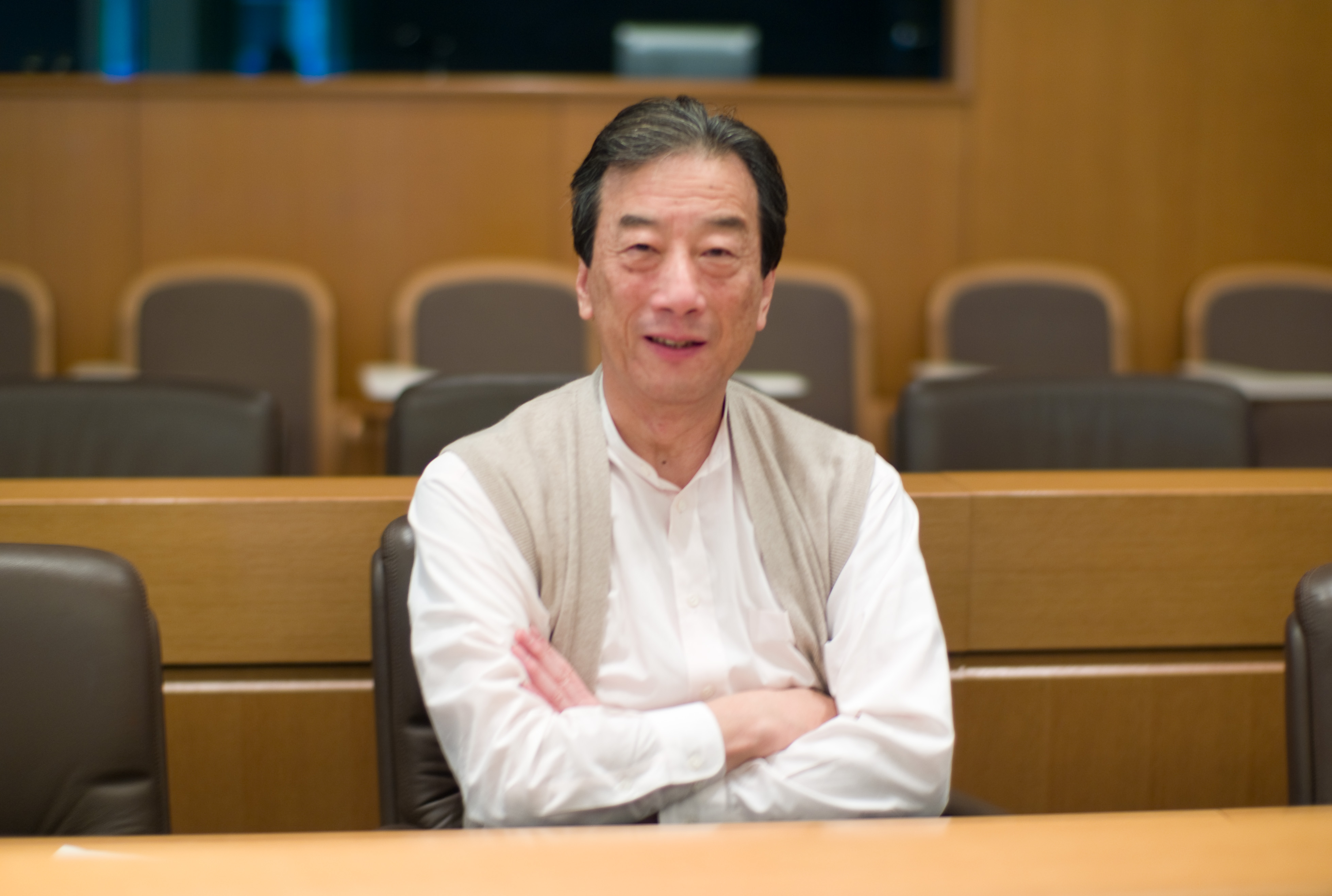
2008年11月4日、ニューコンテクストカンファレンスにて

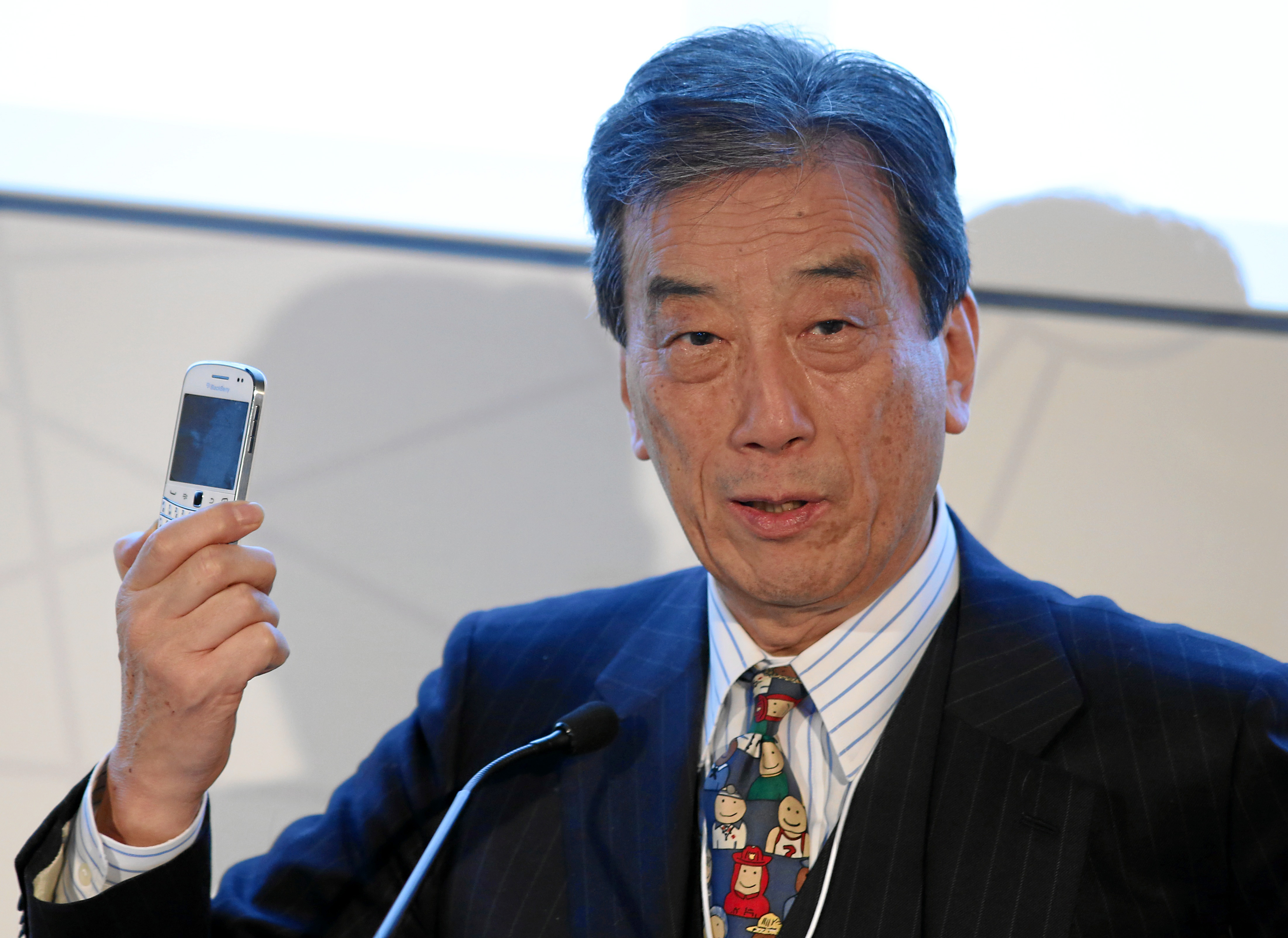
2013年1月24日、世界経済フォーラム年次総会にて

- 1962年 - 東京大学医学部卒業。
- 1962年 - 東京大学医学部附属病院インターン勤務。
- 1967年 - 医学博士号取得。題は「腹膜灌流法の病態生理学的研究」
- 1969年 - ペンシルベニア大学医学部助手。
- 1971年 - カリフォルニア大学ロサンゼルス校医学部上級研究員。
- 1973年 - カリフォルニア大学ロサンゼルス校医学部助教授。
- 1974年 - 南カリフォルニア大学医学部准教授。
- 1977年 - カリフォルニア大学ロサンゼルス校医学部准教授。
- 1979年 - カリフォルニア大学ロサンゼルス校医学部教授。
- 1983年 - 東京大学医学部助教授。
- 1989年 - 東京大学医学部教授。
- 1996年 - 東海大学医学部教授。
- 1996年 - 東海大学医学部学部長。
- 1997年 - 東京大学名誉教授。
- 2002年 - 東海大学総合医学研究所所長。
- 2003年 - 日本学術会議会長。
- 2003年 - 内閣府総合科学技術会議議員。
- 2004年 - 東京大学先端科学技術研究センター客員教授。
- 2004年 - 東海大学総合科学技術研究所教授。
- 2005年 - 日本医療政策機構代表。
- 2006年 - 内閣官房内閣特別顧問。
- 2006年 - 政策研究大学院大学政策研究科教授。
- 2009年 - 政策研究大学院大学アカデミックフェロー。
- 2011年 - 東京電力福島原子力発電所事故調査委員会委員長。
- 2013年 - 内閣官房健康・医療戦略室健康・医療戦略参与。
- 2014年 - 政策研究大学院大学客員教授。
- 2017年 - 政策研究大学院大学名誉教授。
- 2019年 - 東海大学特別栄誉教授[18]。
- 2019年 - 政策研究大学院大学政策研究院参与、シニアフェロー。
- 2019年 - 成蹊学園理事長顧問。
- 2019年 - 広島大学特別顧問。
- 2021年 - 成蹊学園名誉理事[19]。

## 賞歴
- 1995年 - 持田記念学術賞
- 2000年 - 腎研究会特別功労賞
- 2013年 - 科学の自由と責任賞
- 2013年 - Distinguished Achievement Award

## 栄典
- 1999年 - 紫綬褒章
- 2009年 - フランス共和国レジオンドヌール勲章シュヴァリエ章[20]
- 2011年 - 旭日重光章